# Okrąg dopisany

Na pomarańczowo zaznaczone są trzy okręgi dopisane do trójkąta ΔABC

Okrąg dopisany do trójkąta – okrąg styczny do jednego z boków trójkąta i przedłużeń dwóch pozostałych boków. Jego środek znajduje się w punkcie przecięcia dwusiecznych odpowiednich kątów zewnętrznych. Okrąg ten ma dokładnie jeden punkt wspólny z trójkątem.

## Pole trójkąta
Przyjmując {\displaystyle r_{a}} – promień okręgu dopisanego naprzeciw wierzchołka A oraz {\displaystyle a,b,c} – boki naprzeciw odpowiednich wierzchołków, otrzymujemy wzór na pole trójkąta:
{\displaystyle S={\frac {1}{2}}r_{a}(b+c-a).}

### Dowód
Po przedłużeniu boków {\displaystyle b} i: {\displaystyle c} oraz poprowadzeniu prostej stycznej do okręgu dopisanego przecinającej te przedłużenia odpowiednio w punktach {\displaystyle B'} i: {\displaystyle C'} uzyskujemy trójkąt {\displaystyle AB'C',} dla którego jest to okrąg wpisany. Jest on również wpisany w czworokąt {\displaystyle BCC'B'.} Pole trójkąta {\displaystyle AB'C'} wyraża się wzorem:
{\displaystyle S={\frac {1}{2}}r_{a}(a'+b'+c'),}
a czworokąta:
{\displaystyle S={\frac {1}{2}}r_{a}(a+(b'-b)+a'+(c'-c)).}
Pole trójkąta jest różnicą tych pól.